# Marsilea crotophora
Marsilea crotophora là một loài dương xỉ trong họ Marsileaceae. Loài này được D.M. Johnson mô tả khoa học đầu tiên năm 1986.